# Alghero (M 5556)
Nave Alghero (distintivo ottico M 5556) è un cacciamine della Marina Militare italiana, quinta unità della classe Gaeta.
L'unità è stata progettata appositamente per la localizzazione e la distruzione di mine. Per lo svolgimento di tali missioni è dotatata di un sonar e di due veicoli filoguidati ROV. La nave svolge inoltre missioni complementari quali la localizzazioni di relitti sui fondali marini e il pattugliamento dei confini nazionali. Essendo dotata di camera iperbarica e personale palombaro può svolgere attività di soccorso (anche subacqueo).